# Nagy-korallzátony
A Nagy-korallzátony Földünk legnagyobb korallzátonya, a Korall-tengerben található, nem messze Északkelet-Ausztrália Queensland nevű államának partjaitól. 2000 km hosszan húzódik, 34,4 millió hektáron, és még az űrből is látható. Nagyjából 3000 korallzátonyból és körülbelül 900 kisebb-nagyobb szigetből áll, melyek nagyjából azonos távolságra vannak a tengerparttól.

## Földrajzi helyzete
A queenslandi partok egészen fiatal újabb süllyedését a sok elöntött folyótorkolat jelzi, a part közeli szigetek, valamint a sekély vízben kifejlődött, 1900 km hosszú Nagy-koralzátony is mutatja. A korallzátony a kontinens hajdani szélén terül el. Északi részén összefüggő külső gátat alkot, mögötte lagúna húzódik, délen viszont igazi szigetek is kiemelkednek a tengerből. Az egész képződmény nagyon fiatal, legtöbb része a holocénban fejlődött ki.

## Állat- és növényvilága
Az idő haladtával, a világméretű felmelegedés következtében a gleccserek megolvadtak, az óceánok vízszintje pedig fokozatosan emelkedni kezdett. Ennek hatására Új-Guinea és Tasmania végérvényesen elvált a szárazföldtől. Az elöntött tengerparti síkságokat a korallok színes világa váltotta fel, kialakítva Queensland állam partjainál a Nagy-korallzátonyt. Számtalan élőlénynek nyújt otthont: míg a cetek egyik különleges fajtájának fő szaporodási területet, addig egyes veszélyeztetett fajoknak, mint a tengeri tehénnek, illetve a zöld és a cserepes teknősöknek táplálkozási helyet biztosít.
E fantasztikus képződményről először Cook kapitány adott hírt hajónaplójában, amikor 1769-ben először elhajózott mellette. Az ízig-vérig felfedezőt és tengerészt azonban nem a tenger alatti világ szépsége nyűgözte le, hanem az a veszély, amelyet e szirtek a hajózás számára jelentenek. A szigetek külső – óceán felé eső – fele meredeken zuhan le, akár 2000 méter mélységig is. A vastag korallmészkő az alapot képező kőzetek lassú süllyedése miatt alakult ki, ugyanis a szirtképző korallok csak 50 méter mélységig képesek életben maradni.
A Nagy Korallzátonyon több nemzeti parkot is kialakítottak. Ezek egyike – az 1975-ben létrehozott – Zöld sziget, amely alig 3 méterre emelkedik ki a Csendes-óceán szintje fölé. Felszínét főleg kókuszpálmák (Cocos nucifera) borítják. Partjait fehér korallhomok fedi, melybe levesteknősök (Chelonia mydas) és közönséges cserepesteknősök (Eretmochelis imbricata) rakják pingponglabdányi tojásaikat. A kikelő apró teknősöket elsősorban a szigeten fészkelő sirályok (Larus sp.) és csérek (Strena sp.) veszélyeztetik, amelyeknek könnyű prédát jelentenek a homokban csetlő-botló, a víz felé igyekvő apróságok.
A szirteket főként kőkorallok (Madreporaria) és szarukorallok (Gorgonaria) építik fel, létrehozva egy fantasztikusan színes tengeralatti világot. A vizsgálatok megállapítása szerint 400-nál több korall faj vesz részt a szirtépítésben. Külön is érdekes megemlíteni az alakja miatt különleges fajt, a gombakorallt (Fungia fungites) és az agykorallt (Diploria strigosa). A szirtek és zegzugaik hallatlanul sokszínű élővilágnak nyújtanak megélhetési és megtelepedési lehetőséget. Gyakran látható a 2 mázsára is megnövő óriáskagyló (Tridacna gigas), melybe nem ajánlatos belelépni, mert oly szorosra tudja zárni héját, hogy szinte lehetetlen tőle megszabadulni. A mérges kúpcsiga (Conus sp.) emberre nézve is kellemetlen méregfogakkal rendelkezik. A fehér kauricsiga (Cyprea moneta) viszont hosszú időn keresztül pénzként szolgált a tengerparti népek számára. Rokona, az öklömnyi tigriscsiga (Cyprea tigris) egyik legszebb porceláncsiga, mely az emléktárgy üzletek gyakori szereplője. A lagúnák csendes vizében otthonos a nagy termetű, akár fél kilóra is megnövő rák, a languszta (Palinurus sp.) és a medverák (Scyllarus sp.).
E terület legszínesebb és leggazdagabb állatcsoportja azonban minden bizonnyal a halak. Több, mint 1500 fajt írtak itt le. A narancs-fekete-fehér narancs bohóchalak (Amphiprion percula) játékosan bujkálnak a másokra halálos veszedelmet jelentő virágállatok (Actiniaria) karjai között. A pompás papagájhalak (Scarus taeniopterus) négy előrenyúló "fogával" csipkedik az apró korallpolipokat. A szirtek rejtett zugaiban él a magányos és harapós muréna (Murena sp.) arra lesve, hogy közelébe tévedjen valami ehető hal. A rejtőszínű kőhal (Sinanceia horrida) emberi szemnek alig észrevehetően lapul a korallsziklákon. Megérinteni azonban életveszélyes, mert úszóinak megnyúlt tüskéi erős méregmirigyekkel kapcsolatosak. Az élénkszínű vörös sügér (Priacanthus orenatus) feltűnően nagy szemekkel rendelkezik, és gyakran látható, amint apró halrajok közé vág prédát keresve. Az egy méter hosszúságúra is megnövő bonitók (Sarda australis) csoportosan vadásznak, sokszor egészen közel a felszínhez.
Kétségtelenül e vizek leghíresebb, vagy inkább hírhedtebb állatai a porcos halak közé tartozó cápák, amelyek közül számos faj előfordul a Nagy Korallzátony közelében és évente több fürdőző illetve könnyűbúvár is áldozatul esik kielégíthetetlen étvágyuknak. Érdekes, hogy éppen a legnagyobb faj, a 8-10 méterre is megnövő óriáscápa (Cetorhinus maximus) egy ártalmatlan plankton evő állat. Nem úgy a szirticápák (Carcharhinus sp.), vagy a dajkacápák (Orectolobus sp.), amelyek közismerten mohó ragadozók. Rokonuk, a kékpettyes tüskésrája (Taeniura lymma) legtöbbször az aljzaton, a világos korallhomokon lapul. A színes halrajok között gyakran feltűnnek az ajakoshalakhoz tartozó Coris gaimard és a kis sünhal (Diodon holocanthus), amelynek bőrét 4-5 centiméteres tüskék borítják. Amennyiben veszélyt érez, testét felpumpálja levegővel aminek következtében gömbölyűvé válik, mint egy megalomániás vadgesztenye. Nincs az a halevő ragadozó, amely meg ne gondolná, hogy kikezdjen vele. A korallok között számos tüskésbőrű is megtelepszik. Különböző tengerisünök (Echiuroida) és tengericsillagok (Asteroida), amelyek mind a szirtek nyújtotta terített asztal vendégei. A lagúnák homokjában helyenként akkora tengeriuborkák (Holoturia) fekszenek, mint egy spárgatök.
A Nagy-korallzátony nyújtotta biológiai sokféleség szinte felülmúlhatatlanul gazdag. Megőrzése nemcsak a tudomány számára fontos és felbecsülhetetlen, de Ausztrália számára különösen az. Ez a korallgát óvja meg ugyanis a kontinens partjait a Csendes-óceán pusztító hatásától. Itt ugyanis megtörik a ciklonok ereje és a szárazföldet már csak a megzabolázott hullámok érik el.
A Nagy-korallzátonyt 1981 óta tartják számon a világörökség részeként.

## Queenslandi áradás
2010 végén, 2011 elején a heves esőzések folytán Queensland tartományt nagy kiterjedésű áradások sújtották. Az árvíz következtében nagy mennyiségű rovarirtószerrel, mezőgazdasági hordalékokkal, tápanyagokkal szennyezett víz érte el a Nagy-korallzátonyt. Kutatók szerint a szennyezett víztömeg jelentősen befolyásolhatja az ökoszisztéma működését, eltolhatja a táplálékláncot. A hordalék erős nyomás alá helyezi a korallokat, és így csökkenti az ellenálló képességüket a szélsőséges időjárással szemben, és lassítja a regenerálódásukat is. A hordalék 2011 január elején a Tengeri Park természetvédelmi területet érintette a legsúlyosabban.